# Burney (Califòrnia)
Burney és una concentració de població designada pel cens dels Estats Units a l'estat de Califòrnia. Segons el cens del 2000 tenia 3.217 habitants.

## Demografia
Segons el cens del 2000, Burney tenia 3.217 habitants, 1.311 habitatges, i 912 famílies. La densitat de població era de 240,2 habitants per km².
Dels 1.311 habitatges en un 33,5% hi vivien nens de menys de 18 anys, en un 54,4% hi vivien parelles casades, en un 11,7% dones solteres, i en un 30,4% no eren unitats familiars. En el 26,2% dels habitatges hi vivien persones soles el 13,7% de les quals corresponia a persones de 65 anys o més que vivien soles. El nombre mitjà de persones vivint en cada habitatge era de 2,45 i el nombre mitjà de persones que vivien en cada família era de 2,96.
Per edats la població es repartia de la següent manera: un 27,7% tenia menys de 18 anys, un 6,2% entre 18 i 24, un 23,9% entre 25 i 44, un 27,1% de 45 a 60 i un 15% 65 anys o més.
L'edat mediana era de 40 anys. Per cada 100 dones de 18 o més anys hi havia 89,2 homes.
La renda mediana per habitatge era de 30.510 $ i la renda mediana per família de 37.682 $. Els homes tenien una renda mediana de 42.314 $ mentre que les dones 25.139 $. La renda per capita de la població era de 17.060 $. Entorn del 14,8% de les famílies i el 18% de la població estaven per davall del llindar de pobresa.

## Poblacions més properes
El següent diagrama mostra les poblacions més properes.